# エヒード

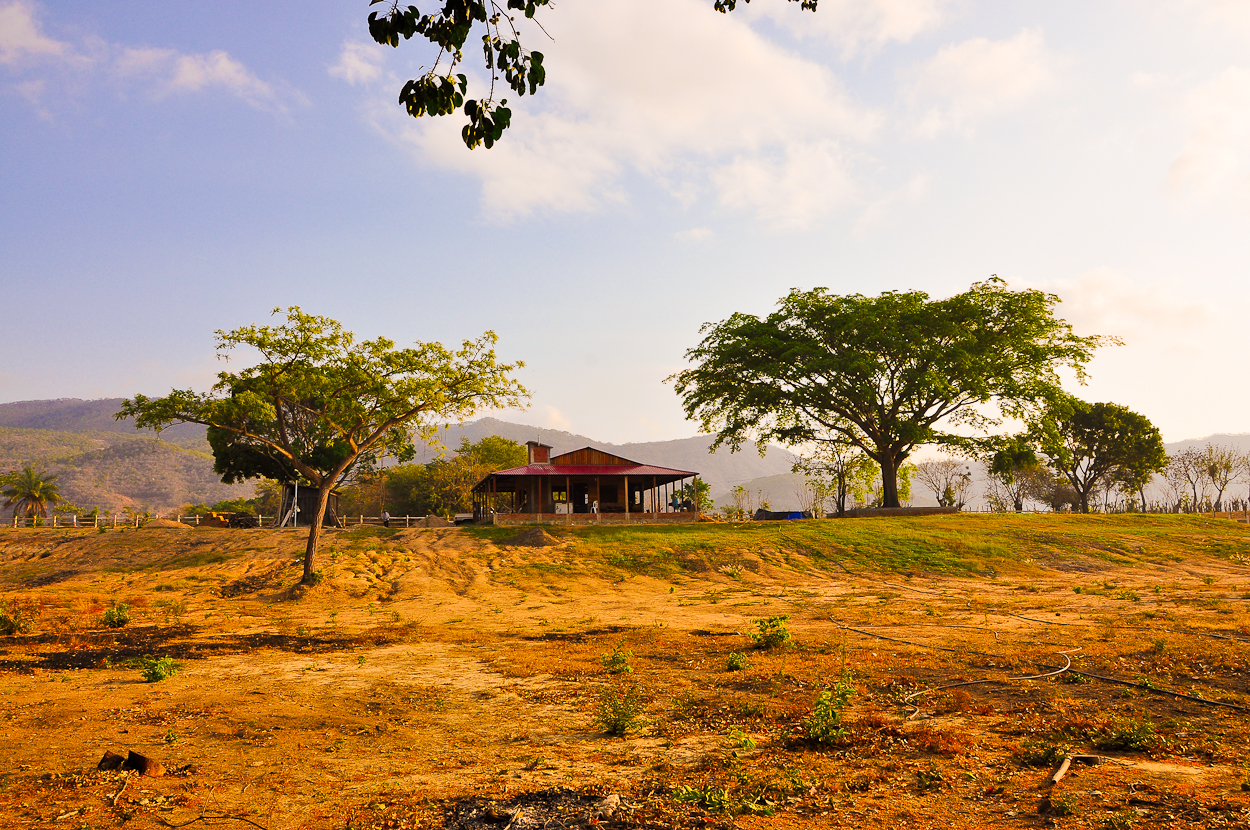
エヒード・クアウテモク

エヒード（ejido）は、メキシコにおける農業共有地および共有制度をいう。エヒードでは土地を国家が所有し、構成員は土地の所有権を持たないが用益権を持つ。構成員は割り当てられた土地区画において個人で農業を行い、共同体の資産を政府の監督のもとで共同で維持する。
歴史的にエヒードはスペイン植民地化以前のアステカのカルプリ (calpulli) と中世スペインのエヒードにもとづいているが、20世紀のエヒードはメキシコ革命後に社会不安を止めることを目的として、農村共同体に土地を割り当てるためにメキシコ政府によって設立されたものであり、政府によって統制されている。国立農地登録庁(Registro Agrario Nacional)を通じて農民を登録・統制する官僚の設置により、エヒードを割り当てられた農民は政府に依存するようになった。
1991年、北米自由貿易協定（NAFTA）締結の準備として、カルロス・サリナス・デ・ゴルタリ大統領はエヒードの新規割り当てを停止し、既存のエヒードの賃貸・売買を可能にした。これによってメキシコの土地改革 (Land reform in Mexico) は終わりを告げた。

## 植民地時代の先住民の共同体による土地所有
エヒードという言葉はもともとはスペインで村の共有地を指す語で、ラテン語のexitus（出発、出口）に由来し、集落に隣接して存在したためにこの名で呼ばれた。
スペインによるアステカ帝国の征服以降も中央メキシコの先住民共同体は土地保有を含めてほぼ手付かずのままだった。スペイン王室は先住民共同体が土地を支配していることを保証した (es:Fundo legal en México) 。またインディオ総合裁判所(Juzgado General de Indios)が創設されて、スペイン人の不法占拠に対して先住民とその共同体が自分の権利を守ることができた。スペイン人は先住民の共有地に対してスペイン語の術語を適用し、植民地時代初期にエヒードと呼ばれるようになった。

## 19世紀
メキシコ独立革命の後、1821年にメキシコがスペインからの独立を達成すると、新政府はスペイン王室による先住民共同体の権利の保護を撤廃し、彼らをスペイン王室の臣下ではなく平等に扱った。独立の結果のひとつにインディオ総合裁判所の消滅があった。しかし独立後の政治不安や経済の沈滞を原因として大規模農場が生産向上のために拡大しなかった結果、先住民共同体は大体において土地の所有を維持した。
19世紀メキシコの自由主義派にとって、先住民とその村がメキシコ国家から分離しつづけていることは「インディオ問題」とみなされ、共同体による土地の保有を解体することがインディオをメキシコ国家に統合するための鍵となるとされた。1855年に政権をとった自由主義派は大規模な改革に着手したが、その中には共有地すなわち先住民およびカトリック教会の所有する土地の没収と販売が含まれた。自由主義改革（レフォルマ）はまずレルド法を制定して共有地の停止を要求し、ついで1857年の新憲法にレルド法を組み入れた。この結果エヒードは法的には廃止されたが、その多くは残存しつづけた。その後のメキシコは社会不安・内戦・およびフランスによる侵略に陥ったため、1867年にフランスが駆逐されてメキシコ共和制が自由主義者によって回復された後になってようやく土地改革が実際に機能するようになった。1876年のクーデターで大統領に就任した自由主義派の将軍であるポルフィリオ・ディアスの政権下、政治的安定と経済的繁栄を促進する政策 (es:dictaduras de orden y progreso) がとられ、そのために巨大なアシエンダが拡大して、多くの村は土地を失い、土地を持たない小作人を発生させた。

## 20世紀
奪われた土地が回復されることを期待して、メキシコ革命には多くの農民が参加した。とくにエミリアーノ・サパタの勢力下にあったモレロス州の農民は、裕福な地主出身のフランシスコ・マデロやベヌスティアーノ・カランサ、および反動的なビクトリアーノ・ウエルタが大統領に就任することに反対して戦った。1917年に新しい憲法が起草されたが、そこには政府が私有資産を徴用する権限が含まれていた。憲法第27条によって巨大なアシエンダが解体され、農民共同体に土地が返還されることを多くの農民が期待した。カランサ大統領はしかしアシエンダの収用に抵抗し、実際には多くの土地を革命派によって捕えられていた地主に返した。
1934年にラサロ・カルデナスが大統領に就任してようやく大規模な土地の再分配がはじまった。メキシコの土地改革の重要な構成要素としてエヒード制が導入された。カルデナス政権下で土地改革は「全面的、迅速、そしてある点においては構造的に革新的だった。……彼は商業的農場の収用を正当化するために集団的なエヒード（従来はまれな団体だった）を奨励した。」
エヒード設立の典型的な手続きは以下の段階を踏む。
1. 裕福な地主から土地を賃借りした小作農たちが連邦政府に対してエヒードの設立を請求する
2. 連邦政府が地主に相談する
3. 政府がエヒードの設立を承認した場合、土地は地主から買収される
4. エヒードが設立されると、請求者たちはエヒード構成員(ejidatarios)として耕作・使用権を得る

エヒード構成員は土地を所有せず、割り当てられた区画を使用することが許可される。2年間を越えて土地を使用しないことのない限り無期限に使用可能で、その権利を子供に受け継がせることもできる。
統計によれば、1930年にエヒード数は4,189、面積834万ヘクタール、構成員53万人だったが、1960年にはエヒード数18,699、面積4449万ヘクタール、152万人に増加している。しかし割り当て地が狭く、不良地が多いため、構成員のほとんどは零細農・貧農である。

## 批判
エヒード制に対する批判者は、エヒード構成員に融資する主要な機関である国立農民金融銀行(Banco Nacional de Crédito Rural, BANRURAL)内部に腐敗が蔓延し、エヒードの土地の不法な販売や譲渡が行われていることや、生態学的低下、生産性の低さを制度の欠陥として指摘してきた。エヒード制の賛成者はこれらの議論に反論し、カルデナス時代以来行政がエヒードに冷淡あるいはあけすけに敵対的であったこと、エヒードに割り当てられた土地の質がしばしば悪いため私有地にくらべてもともと生産性が低くなること、農業調査の多くが大規模な営利事業をよしとする偏見をもっていること、BANRURALを批判する政治家は自身が腐敗の責任を持つ人々であること、生産性にかかわらず多くの農民にとって自給自足的生産が重要な生存手段であることを指摘した。

## 変化
新自由主義的な経済構造改革によってすでにエヒードほかの小規模農業に対する支持が弱められていたが、北米自由貿易協定（NAFTA）締結の一環として、1992年にカルロス・サリナス・デ・ゴルタリ大統領は連邦議会を通じて憲法第27条を修正し、エヒードの土地の私有化と販売を認めた。このことはチアパス紛争の直接の原因になった。
エヒード制の改革はその生産性を向上することにはほとんど寄与せず、地方の貧困と強制的移住を悪化させ、トウモロコシの原産地であるメキシコがトウモロコシおよび食料一般の輸入国に転ずるに到った重要な要因と見なされてきた。